# O Primeiro Dia
O Primeiro Dia é um filme franco-brasileiro de 1998, do gênero drama, dirigido por Walter Salles e Daniela Thomas, e com roteiro de João Emanuel Carneiro.

## Sinopse
João é um prisioneiro preso em um presídio do Rio de Janeiro que foge em 31 de dezembro de 1999 e encontra Maria, isolada em seu apartamento, enquanto não chega o primeiro dia do ano.

## Elenco
- Fernanda Torres ... Maria
- Luiz Carlos Vasconcelos ... João
- Matheus Nachtergaele ... Francisco
- Nelson Sargento ... Vovô
- Tonico Pereira ... Carcereiro
- Aulio Ribeiro ... José
- Luciana Bezerra ... Rosa
- Antônio Gomes ... Antônio
- Nelson Dantas
- Carlos Vereza ... Pedro
- José Dumont

## Produção
A produção do filme foi encomendada pela rede de televisão franco-alemã Arte, que perguntou a dez realizadores de diferentes países sobre a virada do século,  para o projeto Visto por ... de 2000.  Trata-se de uma co-produção com a França e foi produzido em três semanas com um orçamento baixo.
Este é o segundo longa dirigido em dupla por Walter Salles e Daniela Thomas. A protagonista Fernanda Torres também repetiu a parceria com a dupla de diretores, com quem havia trabalhado em Terra Estrangeira, de 1995.
Vários diálogos e falas dos personagens foram alterados a pedido dos próprios atores. Por exemplo, as falas do personagem de Matheus Nachtergaele, Francisco, tiveram que ser quase todas reescritas pelo próprio ator, que pediu ajuda para uma moradora da favela do Chapéu Mangueira, uma das locações do filme.
As filmagens duraram apenas três semanas. As cenas da Festa de Ano Novo em Copacabana foram feitas na virada de 1998 para 1999.

## Lançamento
O Primeiro Dia é parte de uma série de filmes bancados pela rede de televisão francesa Arte, que teve como tema a passagem de ano de 1999 para 2000. A versão apresentada na TV era um pouco menor do que a exibida nos cinemas.

### Festivais e cinemas
O Primeiro Dia foi exibido inicialmente no Festival Internacional de Cinema de Locarno em 12 de agosto de 1998. Ainda no final do ano de 1998, percorreu diversos festivais de cinema pelo mundo, como no Pusan International Film Festival, na Coreia do Sul; Festival Internacional de Cinema de Toronto, no Canadá; e, no Thessaloniki International Film Festival, na Grécia.
Em 1999, foi lançado comercialmente nos cinemas. Em 18 de fevereiro, estreou nos cinemas da Hungria. Somente em 29 de outubro de 1999 chegou aos cinemas brasileiros.
Em 2000 foi distribuído para cinemas de vários países, como nos Estados Unidos, França, Argentina, Polônia e Grécia.

## Recepção
O filme ganhou o Prémio Ariel, da Academia Mexicana de Artes e Ciências Cinematográficas, de Melhor Filme Ibero-Americano, e no primeiro Grande Prêmio do Cinema Brasileiro foi vencedor nas categorias de Melhor Ator (Matheus Nachtergaele), Diretor e Roteiro.
| Ano  | Associações                                 | Categoria                        | Indicado                                                             | Resultado | Ref.  |
| ---- | ------------------------------------------- | -------------------------------- | -------------------------------------------------------------------- | --------- | ----- |
| 1998 | Festival Internacional de Cinema de Locarno | Leopardo de Ouro de Melhor Filme | Leopardo de Ouro de Melhor Filme                                     | Indicado  |       |
| 2000 | Prémio Ariel                                | Melhor Filme Ibero-Americano     | Melhor Filme Ibero-Americano                                         | Venceu    |       |
| 2000 | Grande Prêmio do Cinema Brasileiro          | Melhor Filme Brasileiro          | Melhor Filme Brasileiro                                              | Indicado  |       |
| 2000 | Grande Prêmio do Cinema Brasileiro          | Melhor Lançamento de Cinema      | Melhor Lançamento de Cinema                                          | Indicado  |       |
| 2000 | Grande Prêmio do Cinema Brasileiro          | Melhor Direção                   | Daniela Thomas e Walter Salles                                       | Venceu    |       |
| 2000 | Grande Prêmio do Cinema Brasileiro          | Melhor Atriz                     | Fernanda Torres                                                      | Indicado  |       |
| 2000 | Grande Prêmio do Cinema Brasileiro          | Melhor Ator                      | Matheus Nachtergaele                                                 | Venceu    |       |
| 2000 | Grande Prêmio do Cinema Brasileiro          | Melhor Roteiro                   | Walter Salles, Daniela Thomas, José Carvalho e João Emanuel Carneiro | Venceu    |       |
| 2000 | Grande Prêmio do Cinema Brasileiro          | Melhor Montagem                  | Felipe Lacerda                                                       | Indicado  |       |
| 2000 | Grande Prêmio do Cinema Brasileiro          | Melhor Fotografia                | Walter Carvalho                                                      | Indicado  |       |
| 2000 | Grande Prêmio do Cinema Brasileiro          | Melhor Trilha Sonora             | Antonio Pinto, Eduardo Bid e Naná Vasconcelos                        | Indicado  |       |
| 2000 | Prêmio Guarani de Cinema Brasileiro         | Melhor Direção                   | Daniela Thomas e Walter Salles                                       | Indicado  | [ 5 ] |
| 2000 | Prêmio Guarani de Cinema Brasileiro         | Melhor Atriz                     | Fernanda Torres                                                      | Indicado  | [ 5 ] |
| 2000 | Prêmio Guarani de Cinema Brasileiro         | Melhor Ator                      | Luiz Carlos Vasconcelos                                              | Indicado  | [ 5 ] |
| 2000 | Prêmio Guarani de Cinema Brasileiro         | Melhor Ator Coadjuvante          | Matheus Nachtergaele                                                 | Indicado  | [ 5 ] |
| 2000 | Festival SESC Melhores Filmes               | Melhor Ator (voto júri)          | Luiz Carlos Vasconcelos                                              | Venceu    |       |
| 2000 | Festival SESC Melhores Filmes               | Melhor Ator (voto público)       | Luiz Carlos Vasconcelos                                              | Venceu    |       |
| 2000 | Troféu APCA                                 | Melhor Atriz                     | Fernanda Torres                                                      | Venceu    |       |
| 2000 | Troféu APCA                                 | Melhor Ator                      | Luiz Carlos Vasconcelos                                              | Venceu    |       |